# Provincia de Potenza
Potenza (en italiano Provincia di Potenza) es una provincia de la región de Basilicata, en Italia. Su capital es la ciudad de Potenza y en ella se concentran la mayoría de los servicios de la administración pública.
Sus límites son:
- Al oeste con las provinicas de Salerno y Avellino
- Al norte con las provincias de Foggia, Barletta-Andria-Trani y la ciudad metropolitana de Bari
- Al este con la provincia de Matera
- Al sur con la provincia de Cosenza

## Municipios que la Integran
La provincia de Potenza a su vez se divide en una serie de cien municipios, pequeños pueblos, en su gran mayoría medievales, cada uno con un Ayuntamiento (comune) y repartidos a lo amplio de su territorio. Su población total es de 393.529 habitantes (65,8% de la población Lucana) en un territorio de 6.549 km² (que representa el 65,5% del territorio lucano). Dichos municipios son:
| Abriola                    | Acerenza               | Albano di Lucania  | Anzi                      |
| Armento                    | Atella                 | Avigliano          | Balvano                   |
| Banzi                      | Baragiano              | Barile             | Bella                     |
| Brienza                    | Brindisi Montagna      | Calvello           | Calvera                   |
| Campomaggiore              | Cancellara             | Carbone            | Castelgrande              |
| Castelluccio Inferiore     | Castelluccio Superiore | Castelmezzano      | Castelsaraceno            |
| Castronuovo di Sant'Andrea | Cersosimo              | Chiaromonte        | Corleto Perticara         |
| Episcopia                  | Fardella               | Filliano           | Forenza                   |
| Francavilla in Sinni       | Gallicchio             | Genzano di Lucania | Ginestra                  |
| Grumento Nova              | Guardia Perticara      | Lagonegro          | Latronico                 |
| Laurenzana                 | Lauria                 | Lavello            | Maratea                   |
| Marsiconuovo               | Marsicovetere          | Maschito           | Melfi                     |
| Missanello                 | Moliterno              | Montemilone        | Montemurro                |
| Muro Lucano                | Nemoli                 | Noepodi            | Oppido Lucano             |
| Palazzo San Gervasio       | Paterno                | Pescopagano        | Picerno                   |
| Pietragalla                | Pietrapertosa          | Pignola            | Potenza                   |
| Rapolla                    | Rapone                 | Rionero in Vulture | Ripacandida               |
| Rivello                    | Roccanova              | Rotonda            | Ruoti                     |
| Rubo del Monte             | San Chirico Nuovo      | San Chirico Raparo | San Constantino Alabanese |
| San Fele                   | San Martino D'Agri     | San Paolo Albanese | San Severino Lucano       |
| Sant'Angelo le Fratte      | Sant'Arcangelo         | Sarconi            | Sasso di Castalda         |
| Satriano di Lucania        | Savoia di Lucania      | Senise             | Spinoso                   |
| Teana                      | Terranova di Pollino   | Tito               | Tolve                     |
| Tramutola                  | Trecchina              | Trivigno           | Vaglio di Basilicata      |
| Venosa                     | Vietri di Potenza      | Viggianello        | Viggiano                  |